# Давыдов, Андрей Борисович
Давыдов Андрей Борисович (около 1732—после 1780) — офицер Российского императорского флота, участник Семилетней войны, Русско-турецкой войны (1768—1774), Первой Архипелагской экспедиции. Георгиевский кавалер, капитан 1 ранга.

## Биография
Давыдов Андрей Борисович родился около 1732 года. Происходил из дворянского рода Давыдовых Новгородской губернии. 19 марта 1748 года определён учеником Академии морской гвардии, позже был переведён в Морской шляхетный кадетский корпус. В 1752 году произведён в гардемарины, в 1755 году — в сержанты. С 1753 годах ежегодно проходил корабельную практику и находился в кампаниях в Балтийском и Северном морях. В июне-августе 1754 года участвовал в переходе из Архангельска в Кронштадт на новопостроенном корабле «Наталия» . 18 февраля 1757 года произведён в мичманы, 10 марта следующего года — в унтер-лейтенанты.
В 1759 году, командуя пинком «Единорог», совершил переход из Архангельска в Ревель, откуда плавал в Данциг для переброски войск. В 1760—1761 годах был в плавании в Балтийском море и участвовал в кольбергской экспедиции в ходе Семилетней войны 1756—1763 годов. 22 мая 1762 года произведён в корабельные секретари. С 1762 по 1764 год находился при петербургской корабельной команде. 20 апреля 1764 года произведён в чин лейтенанта галерного флота.
В 1765 году записан в корабельный флот, командовал ботом линейного корабля «Святой Павел», плавал в Балтийском море «для сыску воров и разбойников». В 1766—1769 годах командовал фрегатом «Надежда» на том же море. В 1769 году на линейном корабле «Северный орёл», в составе эскадры контр-адмирала А. В. Елманова, перешёл из Кронштадта в Копенгаген, откуда в Портсмут. 5 июня произведен в капитан-лейтенанты. В 1770 году на купленном в Англии фрегате «Северный орёл», вышел из Портсмута и прибыл в порт Аузу, откуда 1770—1771 годах ходил до Ливорно и обратно. В 1771 году назначен командиром фрегата «Григорий», плавал в составе эскадры контр-адмирала И. Н. Арфа. В 1772—1774 годах командуя тем же фрегатом плавал между Ливорно и Аузой с припасами и материалами для флота. 5 марта 1774 года произведён в капитаны 2-го ранга. Командуя тем же фрегатом перешёл из Архипелага в Кронштадта.
26 ноября 1774 года «за совершение 18 кампаний в офицерских чинах» награждён орденом Святого Георгия 4 класса (№ 253). В 1775 году командовал в Кронштадте брандвахтенным фрегатом «Гремящий».
29 апреля 1776 года уволен от службы с чином капитан 1 ранга. В 1780-х годах показал за собой 70 крепостных душ в Боровицком уезде.